# Kassita
Kassita (Berber: ⴽⴰⵙⵉⵜⴰ, Ả Rập: كاسيطا) là một đô thị nằm ở phía đông bắc của khu vực Maroc.